# Ochraethes palmeri
Ochraethes palmeri es una especie de escarabajo longicornio del género Ochraethes, tribu Clytini, subfamilia Cerambycinae. Fue descrita científicamente por Bates en 1880.

## Descripción
Mide 10,6 milímetros de longitud.

## Distribución
Se distribuye por Guatemala y México.